# 落丛郡
落丛郡，又作洛丛郡，中国南北朝时设置的郡。
北魏宣武帝置，治所在明水县（今陕西省略阳县西乐素河南），下辖明水县、武都县两县，属东益州。西魏东益州改为兴州，下辖落丛县、长举县两县。辖境相当今陕西省略阳县西北一带。隋朝开皇初年废。 